# Mountainbike-Weltmeisterschaften 2007
Die 20. Mountainbike-Weltmeisterschaften fanden vom 3. September bis 9. September 2007 in der schottischen Stadt Fort William statt. Am Ben Nevis, dem höchsten Berg Großbritanniens, wurden 18 Entscheidungen in den Disziplinen Cross Country, Downhill, Four Cross und Trial ausgefahren.

## Cross Country

### Männer

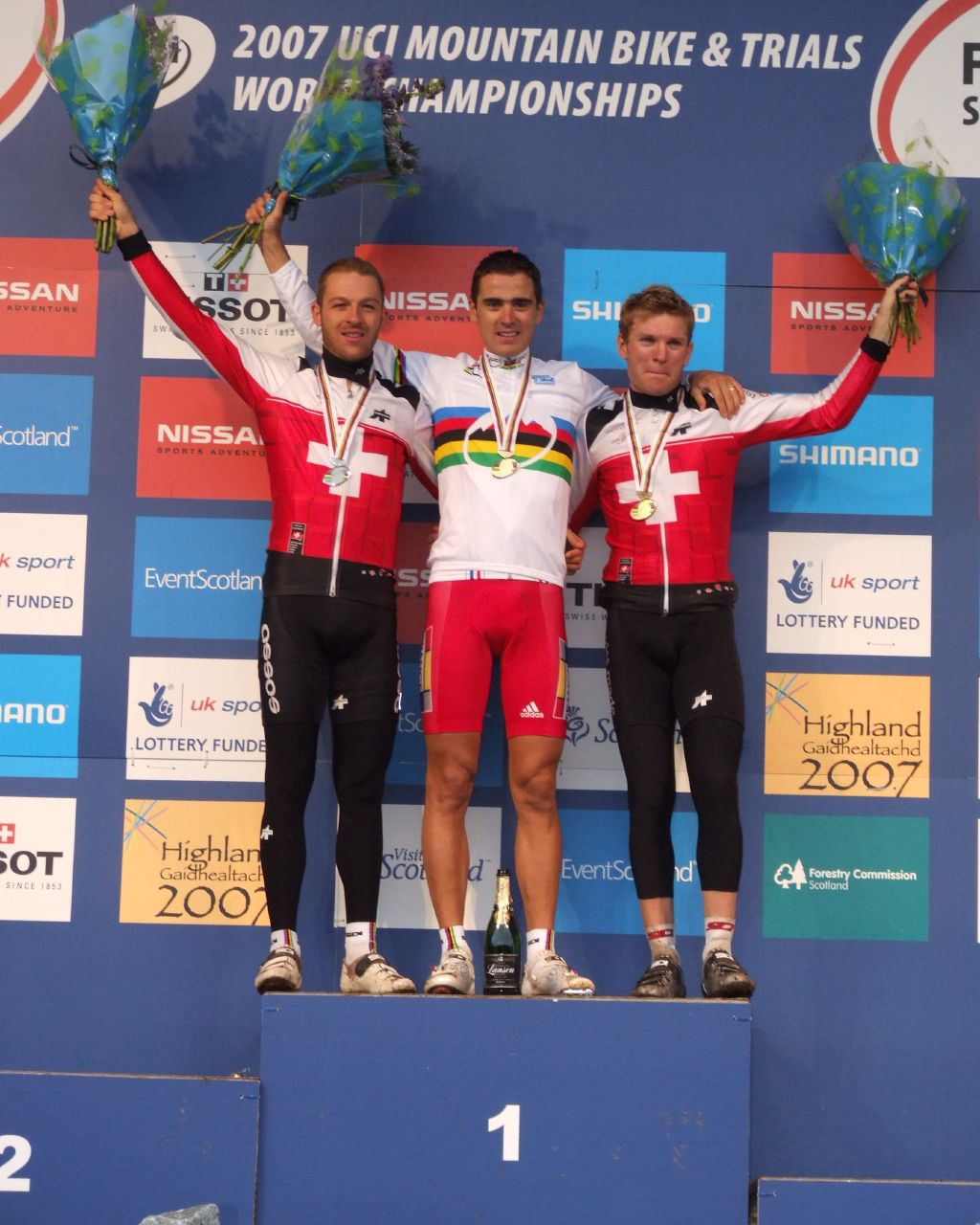
Die Siegerehrung des Cross-Country-Rennens der Männer

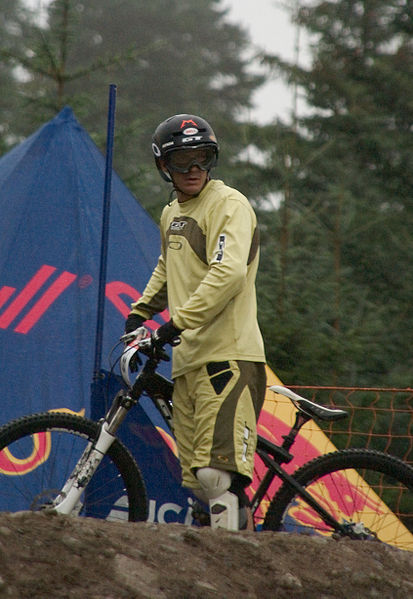
Brian Lopes studiert den Four-Cross-Kurs vor dem Rennen

| Platz | Land | Sportler               | Zeit      |
| ----- | ---- | ---------------------- | --------- |
| 1     | FRA  | Julien Absalon         | 2:17:06 h |
| 2     | SUI  | Ralph Näf              | 2:17:32 h |
| 3     | SUI  | Florian Vogel          | 2:18:00 h |
| 4     | SWE  | Fredrik Kessiakoff     | 2:18:08 h |
| 5     | GER  | Manuel Fumic           | 2:18:11 h |
| 6     | SUI  | Christoph Sauser       | 2:18:15 h |
| 7     | FRA  | Jean-Christophe Péraud | 2:18:26 h |
| 8     | BEL  | Roel Paulissen         | 2:19:10 h |

Datum: 8. September, 14:00 Uhr

Länge: 51,4 km

### Frauen

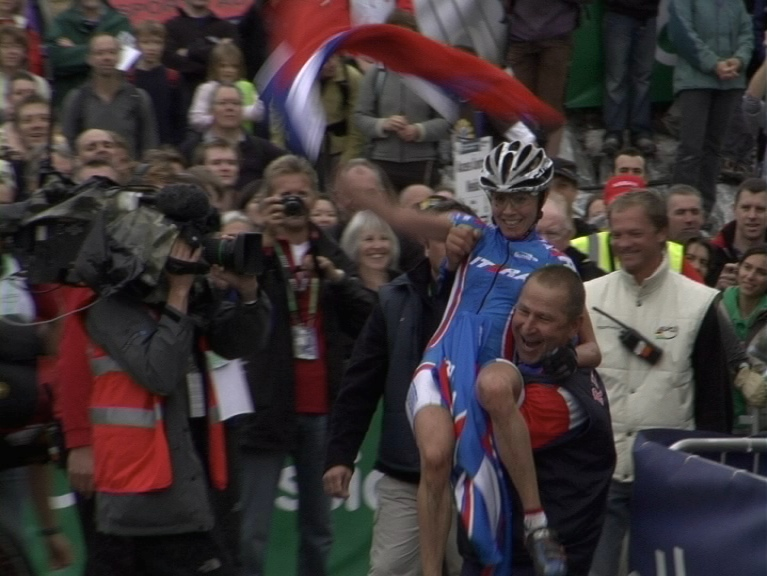
Die Siegerin Irina Kalentjewa wird nach ihrem Sieg gefeiert

| Platz | Land | Sportlerin           | Zeit      |
| ----- | ---- | -------------------- | --------- |
| 1     | RUS  | Irina Kalentjewa     | 1:44:08 h |
| 2     | GER  | Sabine Spitz         | 1:44:47 h |
| 3     | CHN  | Wang Jingjing        | 1:45:50 h |
| 4     | CAN  | Marie-Hélène Prémont | 1:47:24 h |
| 5     | NZL  | Rosara Joseph        | 1:47:42 h |
| 6     | CAN  | Catherine Pendrel    | 1:48:19 h |
| 7     | POL  | Anna Szafraniec      | 1:48:45 h |
| 8     | NOR  | Lene Byberg          | 1:48:58 h |

Datum: 8. September, 10:00 Uhr

Länge: 34,2 km

### Männer U23
| Platz | Land | Sportler         | Zeit      |
| ----- | ---- | ---------------- | --------- |
| 1     | DEN  | Jakob Fuglsang   | 1:54:04 h |
| 2     | SUI  | Nino Schurter    | 1:55:48 h |
| 3     | CZE  | Jaroslav Kulhavý | 1:57:25 h |
| 4     | CZE  | Jiri Friedl      | 1:57:29 h |
| 5     | POL  | Dariusz Batek    | 1:58:03 h |
| 6     | RSA  | Burry Stander    | 1:58:29 h |
| 7     | SUI  | Patrik Gallati   | 1:58:45 h |
| 8     | SWE  | Emil Lindgren    | 1:58:56 h |

Datum: 7. September, 13:30 Uhr

Länge: 42,8 km

### Frauen U23
| Platz | Land | Sportlerin            | Zeit      |
| ----- | ---- | --------------------- | --------- |
| 1     | CHN  | Liu Ying              | 1:45:43 h |
| 2     | CHN  | Chengyuan Ren         | 1:49:15 h |
| 3     | AUT  | Elisabeth Osl         | 1:51:03 h |
| 4     | CZE  | Tereza Huriková       | 1:51:33 h |
| 5     | POL  | Aleksandra Dawidowicz | 1:52:00 h |
| 6     | SLO  | Nina Homovec          | 1:54:08 h |
| 7     | SUI  | Nathalie Schneitter   | 1:55:47 h |
| 8     | SLO  | Tanja Žakelj          | 1:56:21 h |

Datum: 5. September, 13:00 Uhr

Länge: 34,2 km

### Junioren
| Platz | Land | Sportler           | Zeit      |
| ----- | ---- | ------------------ | --------- |
| 1     | SUI  | Thomas Litscher    | 1:37:06 h |
| 2     | POL  | Piotr Brzozka      | 1:37:33 h |
| 3     | GBR  | David Fletcher     | 1:37:47 h |
| 4     | AUT  | Alexander Gehbauer | 1:38:47 h |
| 5     | BEL  | Sébastien Carabin  | 1:38:49 h |
| 6     | FRA  | Fabien Canal       | 1:38:58 h |
| 7     | ISR  | Haimy Shlomi       | 1:39:01 h |
| 8     | SVK  | Peter Sagan        | 1:39:27 h |

Datum: 6. September, 09:30 Uhr

Länge: 34,2 km

### Juniorinnen
| Platz | Land | Sportlerin         | Zeit      |
| ----- | ---- | ------------------ | --------- |
| 1     | UKR  | Alla Boyko         | 1:25:14 h |
| 2     | CZE  | Jitka Škarnitzlová | 1:25:43 h |
| 3     | FRA  | Julie Bresset      | 1:26:50 h |
| 4     | SUI  | Kathrin Stirnemann | 1:27:14 h |
| 5     | FRA  | Claire Hasenfratz  | 1:27:54 h |
| 6     | SUI  | Vivianne Meyer     | 1:28:04 h |
| 7     | HUN  | Barbara Benkó      | 1:28:45 h |
| 8     | BEL  | Sanne Cant         | 1:29:01 h |

Datum: 5. September, 10:30 Uhr

Länge: 25,6 km

### Staffel
| Platz | Land | Sportler                                                         | Zeit      |
| ----- | ---- | ---------------------------------------------------------------- | --------- |
| 1     | SUI  | Florian Vogel Thomas Litscher Petra Henzi Nino Schurter          | 1:33:36 h |
| 2     | POL  | Marcin Karczyński Piotr Brzozka Maja Włoszczowska Dariusz Batek  | 1:34:25 h |
| 3     | USA  | Georgia Gould Ethan Gilmour Samuel Schultz Adam Craig            | 1:34:45 h |
| 4     | FRA  | Fabien Canal Stéphane Tempier Cécile Rode Ravanel Cédric Ravanel | 1:35:21 h |
| 5     | GER  | Wolfram Kurschat Andy Eyring René Tann Sabine Spitz              | 1:35:29 h |
| 6     | CZE  | Jaroslav Kulhavý Filip Adel Kateřina Nash Milan Spesny           | 1:35:38 h |
| 7     | ITA  | Yader Zoli Andrea Tiberi Francesco Aulino Eva Lechner            | 1:35:42 h |
| 8     | RUS  | Juri Trofimow Denis Woronzow Irina Kalentjewa Roman Orlow        | 1:35:46 h |

Datum: 4. September, 13:30 Uhr

## Downhill

### Männer
| Platz | Land | Sportler         | Zeit        |
| ----- | ---- | ---------------- | ----------- |
| 1     | AUS  | Samuel Hill      | 4:52.01 min |
| 2     | FRA  | Fabien Barel     | 4:52.65 min |
| 3     | GBR  | Gee Atherton     | 4:56.38 min |
| 4     | RSA  | Greg Minnaar     | 4:59.96 min |
| 5     | ESP  | Pasqual Canals   | 5:00.29 min |
| 6     | FIN  | Matti Lehikoinen | 5:00.93 min |
| 7     | FRA  | Julien Camellini | 5:01.11 min |
| 8     | FRA  | Florent Payet    | 5:01.51 min |

Datum: 9. September, 13:30 Uhr

### Frauen
| Platz | Land | Sportler        | Zeit        |
| ----- | ---- | --------------- | ----------- |
| 1     | FRA  | Sabrina Jonnier | 5:28.35 min |
| 2     | GBR  | Rachel Atherton | 5:32.36 min |
| 3     | AUS  | Tracey Hannah   | 5:39.89 min |
| 4     | GBR  | Tracy Moseley   | 5:47.76 min |
| 5     | GBR  | Fionn Griffiths | 5:48.21 min |
| 6     | JPN  | Mio Suemasa     | 5:48.62 min |
| 7     | GBR  | Helen Gaskell   | 5:50.43 min |
| 8     | FRA  | Céline Gros     | 5:52.06 min |

Datum: 9. September, 12:30 Uhr

### Junioren
| Platz | Land | Sportler           | Zeit        |
| ----- | ---- | ------------------ | ----------- |
| 1     | GBR  | Ruaridh Cunningham | 4:29.17 min |
| 2     | USA  | John Swanguen      | 4:31.08 min |
| 3     | NZL  | Matthew Scoles     | 4:31.69 min |
| 4     | AUS  | Mitchell Delfs     | 4:32.55 min |
| 5     | AUS  | Joel Bain          | 4:35.61 min |
| 6     | AUS  | James Maltman      | 4:36.48 min |
| 7     | CAN  | Hans Lambert       | 4:37.15 min |
| 8     | GBR  | Joseph Smith       | 4:38.03 min |

Datum: 9. September, 13:00 Uhr

### Juniorinnen
| Platz | Land | Sportler             | Zeit        |
| ----- | ---- | -------------------- | ----------- |
| 1     | FRA  | Floriane Pugin       | 5:06.51 min |
| 2     | GBR  | Katy Curd            | 5:35.23 min |
| 3     | FRA  | Myriam Nicole        | 5:56.94 min |
| 4     | POR  | Aurea Agostinho      | 5:57.46 min |
| 5     | NZL  | Holly Kernohan-Smith | 6:01.39 min |
| 6     | CAN  | Anne Laplante        | 6:15.51 min |
| 7     | USA  | Christina Pinney     | 8:27.56 min |

Datum: 9. September, 13:00 Uhr

## Four Cross

### Männer
| Platz | Land | Sportler               |
| ----- | ---- | ---------------------- |
| 1     | USA  | Brian Lopes            |
| 2     | FRA  | Romain Saladini        |
| 3     | NED  | Jurg Meijer            |
| 4     | SUI  | Roger Rinderknecht     |
| 5     | ESP  | Rafael Alvarez de Lara |
| 6     | CZE  | Tomáš Slavík           |
| 7     | GBR  | Scott Beaumont         |
| 8     | AUS  | Jared Graves           |

Datum: 7. September, 20:00 Uhr

### Frauen
| Platz | Land | Sportlerin        |
| ----- | ---- | ----------------- |
| 1     | USA  | Jill Kintner      |
| 2     | NED  | Anneke Beerten    |
| 3     | USA  | Melissa Buhl      |
| 4     | CZE  | Jana Horaková     |
| 5     | JPN  | Mio Suemasa       |
| 6     | SUI  | Rachel Seydoux    |
| 7     | GBR  | Joey Gough        |
| 8     | AUS  | Caroline Buchanan |

Datum: 7. September, 20:00 Uhr

## Trials

### Männer 26"
| Platz | Land | Sportler            | Punkte   |
| ----- | ---- | ------------------- | -------- |
| 1     | FRA  | Vincent Hermance    | 9        |
| 2     | FRA  | Gilles Coustellier  | 10       |
| 3     | BEL  | Kenny Belaey        | 12       |
| 4     | ESP  | Daniel Comas        | 13 (2x0) |
| 5     | FRA  | Giacomo Coustellier | 13 (0x0) |
| 6     | ESP  | Benito Ros          | 17       |
| 7     | FRA  | Guillaume Dunand    | 30 (2x1) |
| 8     | FRA  | Marc Caisso         | 30 (1x1) |

Datum: 9. September, 13:00 Uhr

### Männer 20"
| Platz | Land | Sportler               | Punkte |
| ----- | ---- | ---------------------- | ------ |
| 1     | ESP  | Benito Ros             | 6      |
| 2     | ESP  | Carles Diaz            | 7      |
| 3     | ESP  | Daniel Comas           | 10     |
| 4     | POL  | Rafal Kumorowski       | 11     |
| 5     | FRA  | Gilles Coustellier     | 16     |
| 6     | ESP  | Juan Daniel de la Peña | 21     |
| 7     | SVK  | Peter Bartak           | 22     |
| 8     | GER  | Sebastian Hoffmann     | 37     |

Datum: 9. September, 10:30 Uhr

### Frauen
| Platz | Land | Sportlerin           | Punkte |
| ----- | ---- | -------------------- | ------ |
| 1     | SUI  | Karin Moor           | 7      |
| 2     | ESP  | Gemma Abant          | 10     |
| 3     | ESP  | Mireia Abant         | 11     |
| 4     | FRA  | Julie Pesenti        | 12     |
| 5     | GER  | Elisa Brieden        | 41     |
| 6     | GBR  | Lois Morgan          | 42     |
| 7     | POL  | Katarzyna Kramarczyk | 66     |
| 8     | SWE  | Susanne Johansson    | 78     |

Datum: 7. September, 09:00 Uhr

### Junioren 26"
| Platz | Land | Sportler           | Punkte |
| ----- | ---- | ------------------ | ------ |
| 1     | FRA  | Aurélien Fontenoy  | 6      |
| 2     | SUI  | Loris Braun        | 17     |
| 3     | GER  | Hannes Herrmann    | 19     |
| 4     | CAN  | James Barton       | 20     |
| 5     | FRA  | Nicolas Vuillermot | 20     |
| 6     | CZE  | Jakub Vencl        | 21     |
| 7     | GBR  | Joe Oakley         | 25     |
| 8     | GBR  | Scott Wilson       | 35     |

Datum: 8. September, 15:00 Uhr

### Junioren 20"
| Platz | Land | Sportler            | Punkte   |
| ----- | ---- | ------------------- | -------- |
| 1     | FRA  | Aurélien Fontenoy   | 10       |
| 2     | ESP  | Eduard Planas       | 18       |
| 3     | FRA  | Kevin Aglae         | 22 (2x0) |
| 4     | SUI  | Loris Braun         | 22 (1x0) |
| 5     | CZE  | Jakub Vencl         | 28       |
| 6     | GER  | Julian Peter        | 32       |
| 7     | ITA  | Francesco Policante | 33       |
| 8     | GBR  | Chris Boyes         | 38       |

Datum: 8. September, 13:00 Uhr

## Medaillenspiegel
| Platz | Land                   | Gold | Silber | Bronze | Gesamt |
| ----- | ---------------------- | ---- | ------ | ------ | ------ |
| 1     | Frankreich             | 6    | 3      | 3      | 12     |
| 2     | Schweiz                | 3    | 3      | 1      | 7      |
| 3     | Vereinigte Staaten     | 2    | 1      | 2      | 5      |
| 4     | Spanien                | 1    | 3      | 2      | 6      |
| 5     | Vereinigtes Königreich | 1    | 2      | 2      | 5      |
| 6     | Volksrepublik China    | 1    | 1      | 1      | 3      |
| 7     | Australien             | 1    | -      | 1      | 2      |
| 8     | Dänemark               | 1    | -      | -      | 1      |
|       | Russland               | 1    | -      | -      | 1      |
|       | Ukraine                | 1    | -      | -      | 1      |
| 11    | Polen                  | -    | 2      | -      | 2      |
| 12    | Tschechien             | -    | 1      | 1      | 2      |
| 13    | Niederlande            | -    | 1      | 1      | 2      |
|       | Deutschland            | -    | 1      | 1      | 2      |
| 15    | Belgien                | -    | -      | 1      | 1      |
|       | Neuseeland             | -    | -      | 1      | 1      |
|       | Österreich             | -    | -      | 1      | 1      |